# Teljesítmény
A fizikai teljesítmény (jelölése P) a munkavégzés vagy energiaátvitel sebessége, más szóval az egységnyi idő alatt végzett munka. SI rendszerben a teljesítmény mértékegysége a watt (jelölése: W).
Az adott t idő alatt elvégzett W munka és az idő hányadosa az átlagos teljesítmény:
{\displaystyle P={\frac {W}{t}}\ }
A pillanatnyi teljesítmény a Δs elemi elmozdulás közben állandó F erő munkájának és a Δt időtartamnak a hányadosa, ha az időintervallum tart a nullához:
{\displaystyle P=\lim _{\Delta t\rightarrow 0}{\frac {F\cdot \Delta s}{\Delta t}}}, azaz: {\displaystyle P(t)=F\cdot v}

## Mértékegységek
A teljesítmény mértékegységeit a mechanikai munka mértékegységeiből származtatják az idő mértékegységével osztva. Az SI-egység a watt (W), amely egyenlő a joule osztva másodperccel: 
1 W = 1 J/s
A teljesítmény régi mértékegysége a lóerő (LE), angolul horsepower (HP), németül Pferdestärke (PS). A lóerőnek több különböző definíciója is kialakult:
- 1 metrikus lóerő = 75 kgf·m/s = 735,499 W (Ezzel a teljesítménnyel egy 75 kg tömegű testet 1 másodperc alatt 1 méter magasságra lehet felemelni. 75 kg súlya a földi nehézségi gyorsulás 9,80665 m/s² szabványértékével számítva 735,499 newton.)
- 1 gépi lóerő = 1 hidraulikus lóerő = 33 000 láb·font/perc = 745,699 W (teljesítménynél: 1 kW = 1000 W ≈ 1,34 lóerő)
- 1 elektromos lóerő = 746 W
- 1 kazánlóerő = 33,475 Btu/h = 9809,5 W

A lóerő mértékegysége az SI-mértékegységrendszer 1980-as magyarországi bevezetése óta elavulttá, kerülendővé vált.
A hőtechnikában a kalória/óra ill. kilokalória/óra mértékegységet használták
1 kcal/h = 4186,8 J / 3600 s = 1,163 W
Az USA hűtő- és klímatechnikai szakterületein használtják a ton of refrigeration („hűtési tonna”, ToR) mértékegységet, kizárólag termodinamikai hűtési teljesítmény mérésére. 1 ToR = 12 000 BTU/h = 3517 Watt.

## Mechanikai teljesítmény
Egy testre ható erő által végzett mechanikai munka definíciója:
{\displaystyle W=\int \mathbf {F} \cdot \mathrm {d} \mathbf {s} }
ahol 
F a testre ható erő
s az erő támadáspontjának az elmozdulása (elmozdulásvektor).
A munka fenti képlete két vektor (F és s) skalárszorzata, ez azt jelenti, hogy munkát csak az elmozdulás irányába eső erőkomponens végez. Az elmozdulás irányába ható erő munkája pozitív, az ellenkező irányba ható erő negatív munkát végez. Az elmozdulásra merőleges irányba ható erő nem végez munkát.
Az idő szerint deriválva azt kapjuk, hogy a pillanatnyi teljesítmény egyenlő az erőnek és a v sebességnek a skalárszorzatával:
{\displaystyle P(t)=\mathbf {F} (t)\cdot \mathbf {v} (t).}
Az átlagos teljesítmény ekkor:
{\displaystyle P_{\mathrm {atl} }={\frac {1}{\Delta t}}\int \limits _{t_{0}}^{t_{0}+\Delta t}\mathbf {F} \cdot \mathbf {v} \;\mathrm {d} t.}
Forgó mozgás esetén a pillanatnyi teljesítmény az M forgatónyomaték vektor és az ω szögsebesség vektor skaláris szorzata:
{\displaystyle P(t)=\mathbf {M} (t)\cdot \mathbf {\omega } (t).}

## Villamos teljesítmény

### Pillanatnyi villamos teljesítmény
Egy berendezés pillanatnyi villamos P teljesítménye:,
{\displaystyle P(t)=U(t)\cdot I(t)\,\!},
ahol
P(t) a pillanatnyi teljesítmény wattban (W),
U(t) a feszültség (potenciálkülönbség) voltban (V),
I(t) a berendezésen átfolyó áram áramerőssége amperben (A).
Ha a berendezés egy ellenállás, akkor:
{\displaystyle P=I^{2}\cdot R={\frac {U^{2}}{R}}},
ahol
{\displaystyle R=U/I\,} az elektromos ellenállás ohmban (Ω).

### Szinuszos váltakozóáram teljesítménye
A szinuszos váltakozóáram pillanatnyi teljesítménye periodikusan változik hasonlóan a feszültséghez és az áramerősséghez.
A váltakozóáram átlagos effektív (hatásos) teljesítménye egy periódus (és így hosszabb idő) alatt:
{\displaystyle P=UI\cos \phi },
ahol
{\displaystyle U\,} az effektív feszültség,
{\displaystyle I\,} az effektív áramerősség
{\displaystyle \phi \,} pedig a fázisszög
A háztartási villanyórák ezt mérik, a fogyasztókon ez hasznosul.
A hatásos teljesítmény mellett fontos fogalom a látszólagos és a meddő teljesítmény is.
A látszólagos teljesítmény (S) nem veszi figyelembe az esetleges fázistolás hatását az áram munkavégző képességére.
Számítása:
{\displaystyle S=UI}, ahol U és I a megfelelő effektív értékek.
Mértékegysége VA (Voltamper).
Értéke nem lehet kisebb a hatásos teljesítménynél, de abban az esetben, ha {\displaystyle cos\phi =1\,}, akkor megegyezik vele.
Például transzformátorok, generátorok jellemzésére használatos, melyeknél nem ismertek előre a terhelés által létrehozott fázistolások.
A meddő teljesítmény (Q) a látszólagos és a hatásos teljesítmény vektori különbségeként számítható képzetes fogalom.
{\displaystyle Q=UI\sin \phi }
Mértékegysége a VAr (Voltamper reaktív)
A meddő teljesítmény nem jelenik meg hasznos munkaként (innen ered az elnevezése is), káros hatásai viszont a betáplálási oldalon jelentkeznek, ezért célszerű csökkenteni.
{\displaystyle sin\phi } előjelétől függően lehet a meddő teljesítmény induktív vagy kapacitív jellegű, ezek egymást gyengítik.
A fázisjavítás felfogható a meddő teljesítmények egymást kioltó hatásaként.
Ha {\displaystyle cos\phi =0\,}, akkor a látszólagos és a meddő teljesítmény megegyezik, hatásos teljesítmény nem lép fel.

## Szivattyú, vízturbina teljesítménye
A vízgépek teljesítménye:
{\displaystyle P=Q\Delta p\,},
ahol 
{\displaystyle Q\,} az átáramló folyadék mennyisége
{\displaystyle \Delta p\,} a nyomáskülönbség a beömlő és kilépő csonk között

## A teljesítmény logaritmikus mértéke

### dBm
{\displaystyle P_{dBm}=10log(1000P_{W})}
{\displaystyle P_{W}=10^{-3+{\frac {P_{dBm}}{10}}}}

### dBW
{\displaystyle P_{dBW}=10log({P_{W}})}
{\displaystyle P_{W}=10^{\frac {P_{dBW}}{10}}}
Néhány teljesítményérték W, dBW, dBm -ben kifejezve:
| W    | dBW    | dBm   |
| ---- | ------ | ----- |
| 0,01 | -20,00 | 10,00 |
| 0,02 | -16,99 | 13,01 |
| 0,05 | -13,01 | 16,99 |
| 0,07 | -11,55 | 18,45 |
| 0,1  | -10,00 | 20,00 |
| 0,2  | -6,99  | 23,01 |
| 0,5  | -3,01  | 26,99 |
| 0,7  | -1,55  | 28,45 |
| 1    | 0,00   | 30,00 |
| 2    | 3,01   | 33,01 |
| 5    | 6,99   | 36,99 |
| 7    | 8,45   | 38,45 |
| 10   | 10,00  | 40,00 |
| 20   | 13,01  | 43,01 |
| 50   | 16,99  | 46,99 |
| 70   | 18,45  | 48,45 |
| 100  | 20,00  | 50,00 |
| 200  | 23,01  | 53,01 |
| 500  | 26,99  | 56,99 |
| 700  | 28,45  | 58,45 |